# NGC 2648
NGC 2648 је спирална галаксија у сазвежђу Рак која се налази на NGC листи објеката дубоког неба.
Деклинација објекта је + 14° 17' 6" а ректасцензија 8h 42m 39,8s. Привидна величина (магнитуда) објекта NGC 2648 износи 12,0 а фотографска магнитуда 12,9. NGC 2648 је још познат и под ознакама UGC 4541, MCG 2-22-5, CGCG 60-35, ARP 89, KCPG 168A, PGC 24464.